# 利特爾頓

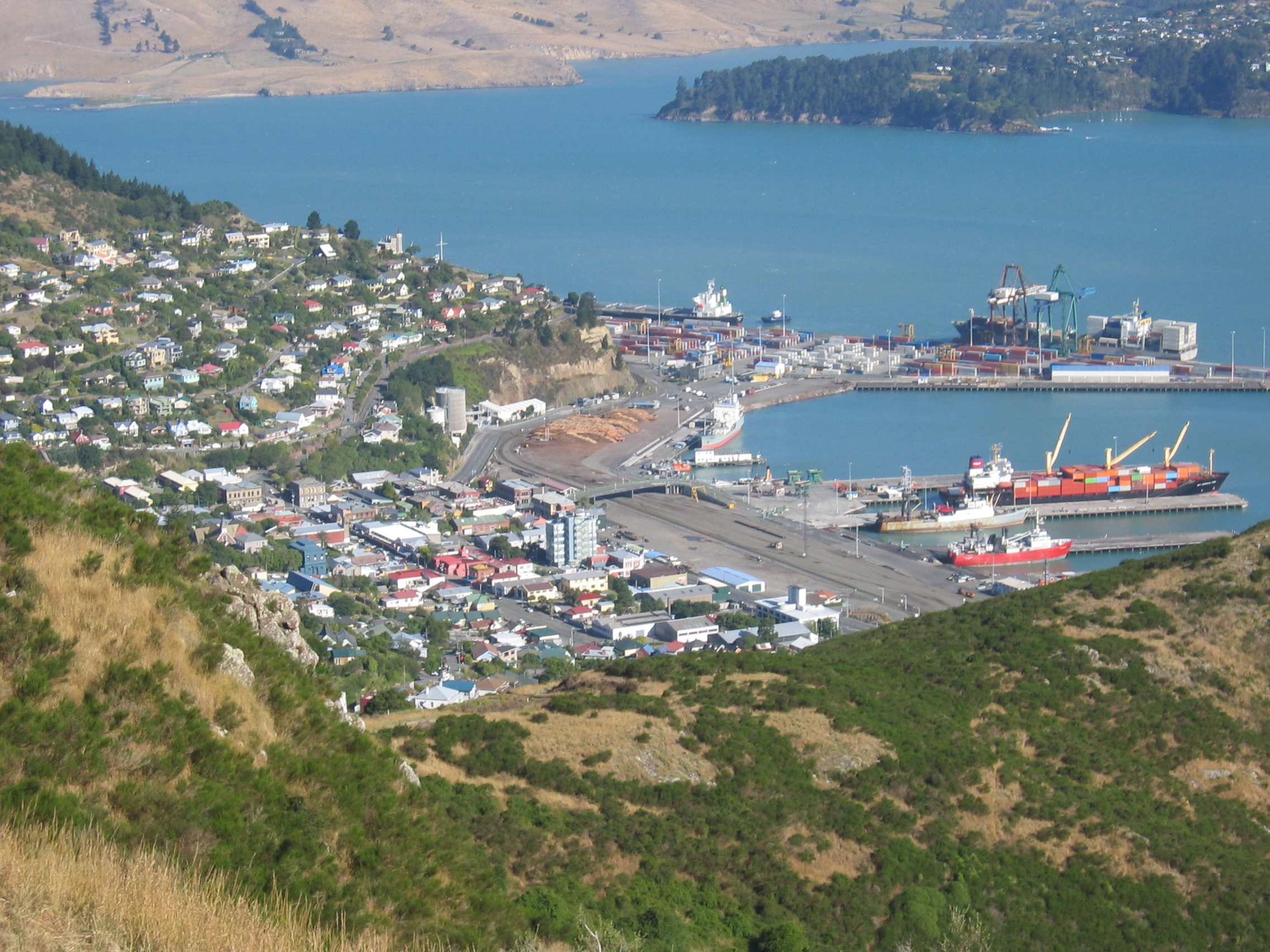
紐西蘭列堤頓

列堤頓（Lyttelton）是一個位於紐西蘭南島東岸臨接班克斯半島的港口小鎮，距離基督城約12公里，根據紐西蘭2001年人口普查，列堤頓地區長住人口有3,042人。
此鎮與基督城之間有一條1.9公里長的鐵、公路隧道連接，這條穿越海港山的利特爾頓隧道是這個國家最長的公路隧道（1964年通車）和最古老的鐵路隧道（1867年12月9日正式通車）。